# Beaumont (Meurthe-et-Moselle)
Pour les articles homonymes, voir Beaumont.
Beaumont est une commune française située dans le département de Meurthe-et-Moselle en région Grand Est.

## Géographie
La commune fait partie du parc naturel régional de Lorraine.

Fig. 1 - Beaumont (ban communal).

D’après les données Corine land Cover, le ban communal de 310  hectares comportait en 2011, 75 % de zones agricoles et 25 % de prairies.

### communes limitrophes
| Xivray-et-Marvoisin, Meuse (département) | Seicheprey | Bernécourt                          |
| Rambucourt, Meuse (département)          | Beaumont   | Mandres-aux-Quatre-Tours            |
| Rambucourt, Meuse (département)          |            | Mandres-aux-Quatre-Tours,Hamonville |

### Hydrographie
La commune est dans le bassin versant du Rhin au sein du bassin Rhin-Meuse. Elle n'est drainée par aucun cours d'eau,.

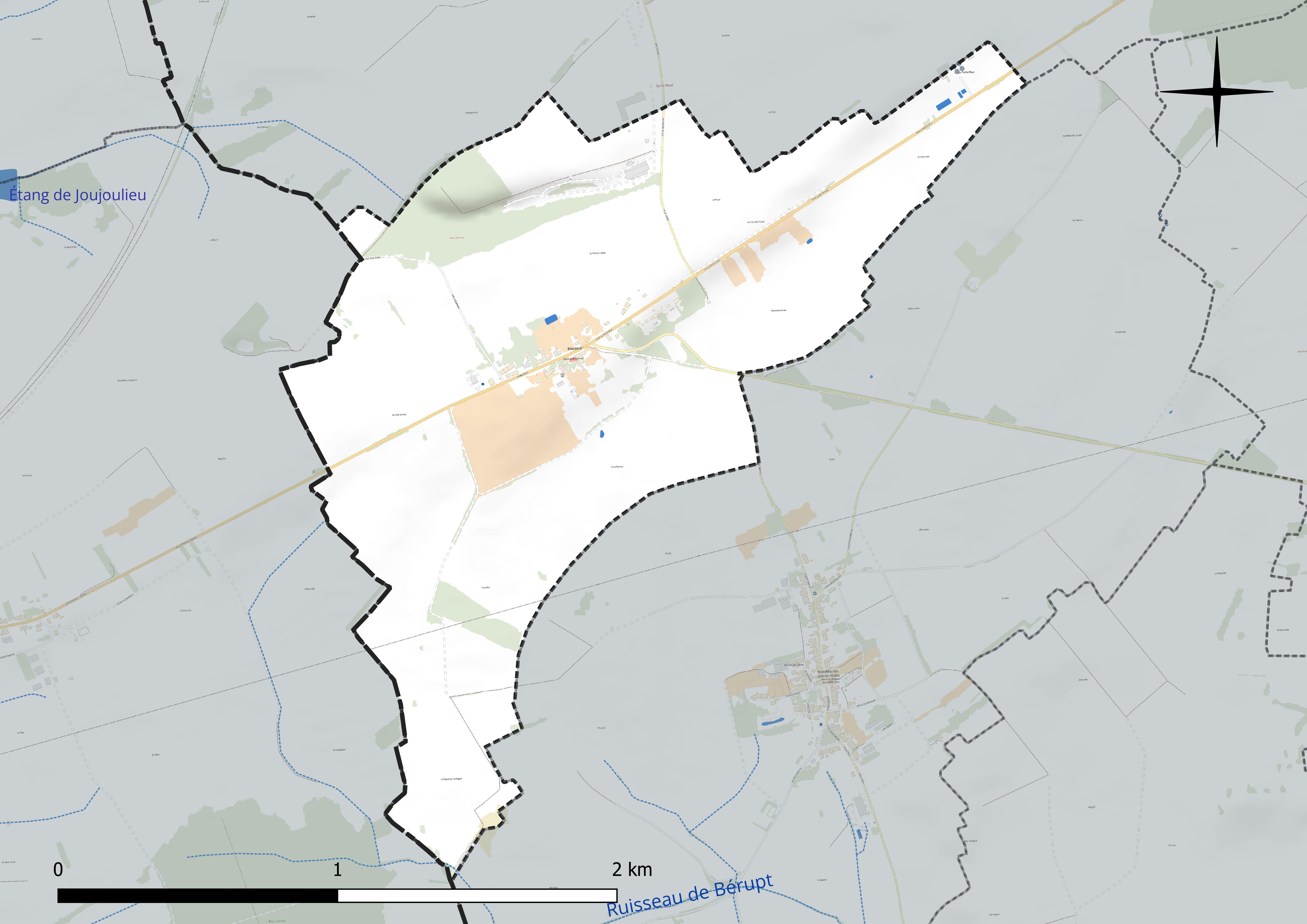
Réseau hydrographique de Beaumont.

### Climat
Pour des articles plus généraux, voir Climat du Grand Est et Climat de Meurthe-et-Moselle.
En 2010, le climat de la commune est de type climat des marges montargnardes, selon une étude du Centre national de la recherche scientifique s'appuyant sur une série de données couvrant la période 1971-2000. En 2020, Météo-France publie une typologie des climats de la France métropolitaine dans laquelle la commune est exposée à un climat océanique altéré et est dans la région climatique  Lorraine, plateau de Langres, Morvan, caractérisée par un hiver rude (1,5 °C), des vents modérés et des brouillards fréquents en automne et hiver. 
Pour la période 1971-2000, la température annuelle moyenne est de 9,5 °C, avec une amplitude thermique annuelle de 16,7 °C. Le cumul annuel moyen de précipitations est de 865 mm, avec 12,7 jours de précipitations en janvier et 9,4 jours en juillet. Pour la période 1991-2020, la température moyenne annuelle observée sur la station météorologique de Météo-France la plus proche, « Nonsard », sur la commune de Nonsard-Lamarche à 9 km à vol d'oiseau, est de 10,7 °C et le cumul annuel moyen de précipitations est de 690,8 mm. 
La température maximale relevée sur cette station est de 40,1 °C, atteinte le 25 juillet 2019 ; la température minimale est de −17 °C, atteinte le 1er mars 2005,,. 
Les paramètres climatiques de la commune ont été estimés pour le milieu du siècle (2041-2070) selon différents scénarios d'émission de gaz à effet de serre à partir des nouvelles projections climatiques de référence DRIAS-2020. Ils sont consultables sur un site dédié publié par Météo-France en novembre 2022.

## Urbanisme

### Typologie
Au 1er janvier 2024, Beaumont est catégorisée commune rurale à habitat très dispersé, selon la nouvelle grille communale de densité à sept niveaux définie par l'Insee en 2022.
Elle est située hors unité urbaine et hors attraction des villes,.

### Occupation des sols
L'occupation des sols de la commune, telle qu'elle ressort de la base de données européenne d’occupation biophysique des sols Corine Land Cover (CLC), est marquée par l'importance des territoires agricoles (100 % en 2018), une proportion identique à celle de 1990 (100 %). La répartition détaillée en 2018 est la suivante : terres arables (67,3 %), prairies (24,5 %), zones agricoles hétérogènes (8,2 %). L'évolution de l’occupation des sols de la commune et de ses infrastructures peut être observée sur les différentes représentations cartographiques du territoire : la carte de Cassini (XVIIIe siècle), la carte d'état-major (1820-1866) et les cartes ou photos aériennes de l'IGN pour la période actuelle (1950 à aujourd'hui).

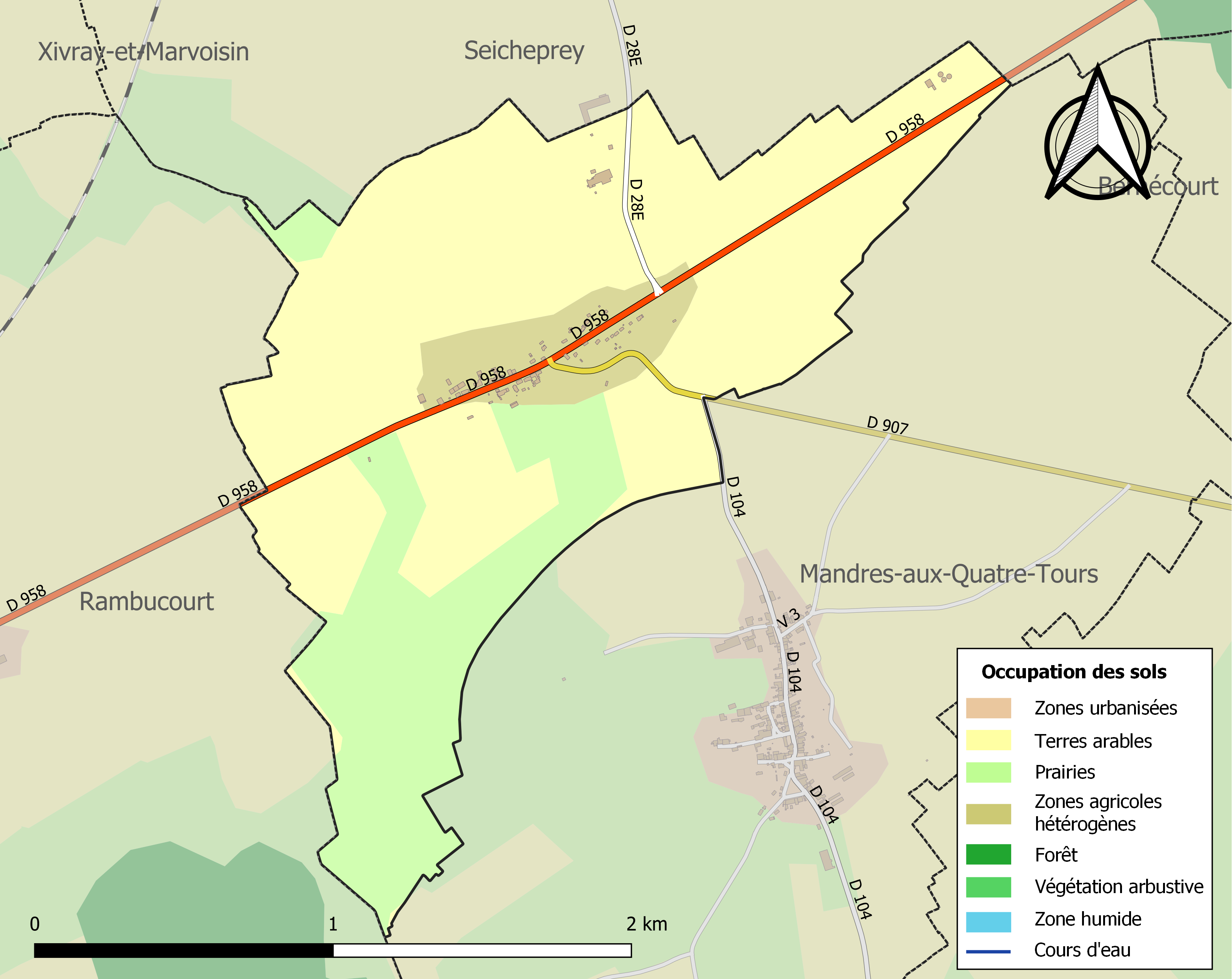
Carte des infrastructures et de l'occupation des sols de la commune en 2018 (CLC).

## Toponymie
Samboldi-Mons (1105 ou 1106), Sambumont (1134), Sembuemont (1227), Cembuemont (1265), Sambuelmont (1326), Sambuefmont (1387), Sanbuesmont et Sembuefmont (1479), Sembeusmont (1599), Sambeumont (1614), Beaumont-en-Voivre, sont différentes graphies recensées par le Dictionnaire géographique de la Meurthe.
L'appellation Beaumont daterait du XVIe siècle, auparavant le mont de Sambol, étymologie encore à expliquer.

Beaumont n'est pas un « beau mont ».
Les habitants sont des Sambumontais et Sambumontaises.

## Histoire
H Lepage semble avoir extirpé des archives de Lorraine les rares informations au sujet du village qui fut relais de poste sur la route royale entre Pont-à-Mousson et Commercy longtemps après la destruction des châteaux seigneuriaux en lorraine, ordonnée par le Roi de France :
«Ce village est mentionné, sous le double nom de Beaumont et Sambumont, dans des titres qui remontent au XIVe siècle. Dans un autre titre, daté de 1520, il est question d'une déclaration faite par les maire et échevins des droits et privilèges qui appartiennent à la justice et aux habitants de ce lieu. Les princes de la maison de Guise en étant devenus seigneurs, l'embellirent beaucoup, y construisirent un rendez-vous de chasse et obtinrent du duc Léopold qu'il ne porterait plus à l'avenir que le nom de Beaumont.»
L'abbé Grosse indique que l'on voyait sur la hauteur qui voisine le village un de ces châteaux forts si nombreux en Lorraine. Il semble donc que ce territoire, comme Hamonville et Mandres aux quatre tours appartenait aux comtes d'Apremont qui la confiaient en gestion à des seigneurs, dont la famille de Beauvau, par exemple :
«..le 28 septembre 1463, Jean, sire de Beauvau, chambellan du Roi de Sicile (le duc de Lorraine) et seigneur d'Hamonville en partie, permet à une nommée Sibille Woirin, dudit lieu, de se marier avec Didier, fils du maire de Sambumont (Beaumont), et renonce à sa postérité...» 
- En effet, pour éviter la fuite de main-d'œuvre en dehors de leurs possessions, les seigneurs pouvaient donner autorisation (ou non) de mariage en dehors de la commune, et donc renoncer à bénéficier pour eux-mêmes du travail de la descendance du marié qui quittait la commune.

### Époque contemporaine
Le village de Beaumont est repris aux forces allemandes, après un combat à la baïonnette, au début du mois de septembre 1914 par le 15e Régiment d'Infanterie parti d'Albi le 7 août 1914. Ce régiment fait partie du 16e corps d'armée sous le commandement du général Taverna.

Lettre d'un poilu matricule 958, du 15e RI d'Albi, en date du mardi 29 septembre 1914 : 
"... Depuis plus de 8 jours nous sommes en bataille avec l'ennemi, nous sommes presque toujours au même endroit, une trentaine de kilomètres au-delà de Nancy, vers la frontière. Nous à Baumont petit village, tantôt dans le village, tantôt dans les champs, dans des tranchées sous terre et tout le temps on entend que les boulets tombent tous d'un coté et de l'autre. C'est effrayant, tu peux comprendre que ça fait du ravage. Chaque soir il manque du monde à l'appel. Moi je ne dois pas mourir... Le pays est abandonné par les habitants et les villages sont brulés. On a rien que ce qu'on nous donne ou alors il faut être en repos en dernière ligne comme l'autre jour à Nancy. Mais on ne peut profiter de l'argent parce qu'on fait payer les choses dix fois plus que ce que ça vaut. Il ne faut pas s'étonner de payer 1 litre de vin 40 sous et tout le reste c'est pareil et même encore on en trouve pas. Alors des flanelles, j'ai encore les deux que j'ai prises de la maison mais je ne les ai pas lavées depuis que je suis parti d'Albi..."
tué et disparu le 10/11/1914 à Wyschaëte (Belgique).

## Politique et administration
| Période                                  | Période   | Identité           | Étiquette | Qualité                                        |
| ---------------------------------------- | --------- | ------------------ | --------- | ---------------------------------------------- |
| Les données manquantes sont à compléter. |           |                    |           |                                                |
| mars 2001                                | mars 2008 | Michèle Sudre      |           |                                                |
| mars 2008                                | 2014      | Christian Burlats  |           |                                                |
| avril 2014                               | En cours  | Christophe Ciolli, |           | Cadre administratif et commercial d'entreprise |

## Population et société

### Démographie
L'évolution du nombre d'habitants est connue à travers les recensements de la population effectués dans la commune depuis 1793. Pour les communes de moins de 10 000 habitants, une enquête de recensement portant sur toute la population est réalisée tous les cinq ans, les populations de référence des années intermédiaires étant quant à elles estimées par interpolation ou extrapolation. Pour la commune, le premier recensement exhaustif entrant dans le cadre du nouveau dispositif a été réalisé en 2006.

En 2022, la commune comptait 69 habitants, en évolution de −2,82 % par rapport à 2016 (Meurthe-et-Moselle : −0,13 %, France hors Mayotte : +2,11 %).
| 1793 | 1800 | 1806 | 1821 | 1831 | 1836 | 1841 | 1846 | 1851 |
| ---- | ---- | ---- | ---- | ---- | ---- | ---- | ---- | ---- |
| 135  | 129  | 156  | 144  | 149  | 160  | 170  | 182  | 194  |

| 1856 | 1861 | 1872 | 1876 | 1881 | 1886 | 1891 | 1896 | 1901 |
| ---- | ---- | ---- | ---- | ---- | ---- | ---- | ---- | ---- |
| 178  | 165  | 166  | 151  | 125  | 131  | 137  | 131  | 107  |

| 1906 | 1911 | 1921 | 1926 | 1931 | 1936 | 1946 | 1954 | 1962 |
| ---- | ---- | ---- | ---- | ---- | ---- | ---- | ---- | ---- |
| 105  | 102  | 64   | 48   | 40   | 49   | 49   | 44   | 40   |

| 1968 | 1975 | 1982 | 1990 | 1999 | 2006 | 2011 | 2016 | 2021 |
| ---- | ---- | ---- | ---- | ---- | ---- | ---- | ---- | ---- |
| 37   | 28   | 59   | 80   | 63   | 71   | 67   | 71   | 71   |

| 2022 | - | - | - | - | - | - | - | - |
| ---- | - | - | - | - | - | - | - | - |
| 69   | - | - | - | - | - | - | - | - |

## Économie
D'après les historiens, (Grosse, Lepage) l’activité était rurale au XIXe siècle :
« Surf. territ. : 269 hect. en terres lab., 25 en prés, 5 en vignes. L'hectare semé en blé peut rapporter 12 hectol., en orge 18, en seigle 15, en avoine 18 ; planté en vignes 100. On s'y livre principalement à la culture des céréales et à l'élevage des chevaux. »
et donc également viticole.

### Secteur primaire ouAgriculture
Le secteur primaire comprend, outre les exploitations agricoles et les élevages, les établissements liés à l’exploitation de la forêt et les pêcheurs.
D'après le recensement agricole 2010 du Ministère de l'agriculture (Agreste), la commune de Beaumont était majoritairement orientée sur la production de céréales et oléagineux  (auparavant production de bovins et de lait ) sur une surface agricole utilisée d'environ 17 hectares (très inférieure à la surface cultivable communale) en très forte baisse depuis 1988 - Le cheptel en unité de gros bétail s'est réduit de 151 à 8 entre 1988 et 2010. Il n'y avait plus qu'1 exploitation agricole ayant son siège dans la commune employant 1 unité de travail.

## Culture locale et patrimoine

### Lieux et monuments
- Vestiges d'une résidence XVIIIe siècle du prince de Guise, qui comportait plus de 100 fenêtres.
- Église Saint-Laurent, datant du  XIXe siècle et reconstruite en 1923-1924[28] sur les plans de l'architecte Émile André, de Nancy ; l'ancien édifice ayant été partiellement détruit lors de la Première Guerre mondiale. La réalisation de l'ameublement intérieur est en grande partie confiée à Jules Cayette[29] qui réalise la grille de communion, les bancs de la nef à décor de croix de Lorraine, le couvercle des fonts baptismaux (cuve plus ancienne), le meuble de rangement de la sacristie.

### Personnalités liées à la commune
- Charles Antoine Sibille, général français tué à l'ennemi en allant reconnaître la position qu’il allait attaquer en 1914[30]

### Héraldique, logotype et devise
| Blason de Beaumont (Meurthe-et-Moselle) | Blason  | Écartelé au premier et au quatrième d'azur semé de croisettes recroisetées au pied fiché d'or aux deux bars adossés du même, à la bordure engrêlée cousue de gueules, au deuxième et au troisième de gueules à la croix d'argent. |
| Blason de Beaumont (Meurthe-et-Moselle) | Détails | Il s’agit des blasons de la famille de Pierrefort, cadet des contes de Bar, et de la famille d’Apremont qui possédèrent tous deux Beaumont. Le statut officiel du blason reste à déterminer.                                      |